# 帕諾拉馬峰
帕諾拉馬峰（英語：Panorama Peak），是南極洲的山峰，位於維多利亞地，處於桑德加特山以北0.9公里，屬於阿斯加德山脈的一部分，由新西蘭南極名稱諮詢委員會命名，現時由南極條約體系管理。